# 小川聡
小川 聡（おがわ さとし 1983年5月27日- ）は東京都出身のフェンシング選手。

## プロフィール
- 身長：178cm[2]
- 体重：52kg[2]
- 出身校：法政大学経営学部[2][3]

## 略歴
2008年の北京オリンピックのサーブル個人に出場、1回戦でセネガルのママドゥ・ケイタに敗れた。
北京オリンピック後、2009年4月にパチンコチェーンのNEXUSが新たに創設したフェンシングチームに所属することとなった。
2010年の全日本選手権では4度目の優勝を果たした。
2012年4月、和歌山ビッグウエーブで行われたロンドンオリンピックのアジア・オセアニア最終予選では準決勝でベトナム選手に15-14と勝利し、決勝でも4-1とイラン選手相手にリードしたが逆転負けしてオリンピック出場を逃した。